# روستام باکویان
روستام زوربایی باکویان (ارمنی: Ռուստամ Զուրբայի Բաքոյան؛ زادهٔ ۶ فوریهٔ ۱۹۸۶) یک سیاستمدار ایزدی‌تبار اهل ارمنستان است که از تاریخ ۲۰۱۹ تا کنون سمت نمایندگی دوره‌های هفتم و هشتم مجلس ملی جمهوری ارمنستان را برعهده دارد.

## زندگی‌نامه
در ۶ فوریه ۱۹۸۶ در نور کیانک به دنیا آمد و از دانشگاه دولتی علوم پرورشی خاچاطور آبوویان ارمنستان فارغ‌التحصیل شد. 